# Beta2 Scorpii
Título a ser usado para criar uma ligação interna é Beta2 Scorpii.
Beta2 Scorpii (8 Scorpii) é uma estrela na direção da constelação de Scorpius. Possui uma ascensão reta de 16h 05m 26.58s e uma declinação de −19° 48′ 06.6″. Sua magnitude aparente é igual a 4.90. Considerando sua distância de 1132 anos-luz em relação à Terra, sua magnitude absoluta é igual a −2.80. Pertence à classe espectral B2V.